# Blechum pyramidatum
Blechum pyramidatum là một loài thực vật có hoa trong họ Ô rô. Loài này được (Lam.) Urb. mô tả khoa học đầu tiên năm 1918.